# 羅澤塔鎮區 (伊利諾伊州亨德森縣)
羅澤塔鎮區（英語：Rozetta Township）是位於美國伊利諾伊州亨德森縣的一個行政鎮區。

## 地方資料
根據2010年美國人口普查的數據，羅澤塔鎮區的面積為94.40平方千米，當中陸地面積為94.30平方千米，而水域面積為0.10平方千米。當地共有人口255人，而人口密度為每平方千米2.7人。